# Ficaja
Ficaja (korziško Ficaghja) je naselje in občina v francoskem departmaju Haute-Corse regije - otoka Korzika. Leta 1999 je naselje imelo 34 prebivalcev.

## Geografija
Kraj leži v severovzhodnem delu otoka Korzike znotraj naravnega regijskega parka Korzike, 56 km južno od Bastie.

## Uprava
Občina Ficaja skupaj s sosednjimi občinami Casabianca, Casalta, Croce, Giocatojo, Pero-Casevecchie, Piano, Poggio-Marinaccio, Poggio-Mezzana, Polveroso, La Porta, Pruno, Quercitello, Scata, Silvareccio, San-Damiano, San-Gavino-d'Ampugnani, Taglio-Isolaccio, Talasani in Velone-Orneto sestavlja kanton Fiumalto-d'Ampugnani s sedežem v La Porti. Kanton je sestavni del okrožja Corte.

## Zanimivosti
- baročna župnijska cerkev Marijinega brezmadežnega spočetja iz konca 17. stoletja, prenovljena sredi 19. stoletja,
- kapela sv. Roka,
- cerkev Marijinega vnebovzetja, zaselek Benefizo.